# Конін (Сілезьке воєводство)
Конін (пол. Konin) — село в Польщі, у гміні Рендзіни Ченстоховського повіту Сілезького воєводства.
Населення — 907 осіб (2011).
У 1975-1998 роках село належало до Ченстоховського воєводства.

## Демографія
Демографічна структура станом на 31 березня 2011 року:
|          | Загалом | Допрацездатний вік | Працездатний вік | Постпрацездатний вік |
| -------- | ------- | ------------------ | ---------------- | -------------------- |
| Чоловіки | 469     | 96                 | 329              | 44                   |
| Жінки    | 438     | 73                 | 269              | 96                   |
| Разом    | 907     | 169                | 598              | 140                  |